# Orde van Diplomatieke Verdienste
De Orde van Diplomatieke Verdienste, werd in 1962 ingesteld en dient als belangrijkste onderscheiding voor de in de Republiek Korea geaccrediteerde diplomaten. Ook Koreaanse diplomaten en betrokkenen bij staatsbezoeken kunnen deze onderscheiding ontvangen. In 1974 werden de kleinoden en sterren gewijzigd.
Er zijn vijf graden.
Deze orde is onderverdeeld in 
- - De grote Gwanghwa Medaille (Eerste Klasse, Eerste Graad).

Een grootkruis aan een paarsrood lint. Deze graad wordt alleen aan Koreanen toegekend.
- - De Gwanghwa Medaille (Eerste Klasse, Tweede Graad).

Een grootkruis aan een paarsrood lint. De baton heeft twee en het Knoopsgatversiering één blauwe streep.
- - De Heung-in Medaille

Een commandeurskruis aan een donkerroze lint met zwarte strepen langs de zoom met ster.
- - De Sungrye Medaille

Een commandeurskruis aan een donkerrood lint met drie donkerblauwe strepen langs de zoom. 
- - De Chang-eui Medaille

Een officierskruis aan een donkerrood lint met twee donkerblauwe strepen langs de zoom.
en de
- - De Sugjeong Medaille

Een officierskruis aan een donkerrood lint met een donkerblauwe streep langs de zoom. 

Het kleinood is rood achtpuntig andreaskruis op een gouden vierpuntige ster. In het midden is het yin-yang symbool geplaatst.
De kleinoden hebben allen een verhoging in de vorm van een gouden Koreaanse kroon.